# Bergbussard
Der Bergbussard (Buteo oreophilus) ist ein Vertreter der Echten Bussarde (Gattung Buteo) aus der Familie der Habichtartigen (Accipitridae). Er kommt in Bergwäldern im Osten Afrikas vor.

## Beschreibung
Der Bergbussard ist 41 bis 48 Zentimeter lang und hat eine Spannweite von 102 bis 117 Zentimeter. Die Männchen sind knapp zehn Prozent kleiner als die Weibchen. Er ist kleiner als der Mäusebussard. Die Flügel und der Schwanz des Bergbussards sind schmaler und die Beine sind kürzer. Die Flügelspitzen liegen im zusammengelegten Zustand, also bei sitzenden Individuen, etwa an der Schwanzspitze. Bei vielen anderen Bussarden enden die Flügel vor dem Schwanz.
Die Flügelschläge sind weich, der Bergbussard segelt mit flach aufgespannten, nicht aufgestellten Flügeln.
Der Ruf ist ein hohes, schrilles „piii-uu“.

### Altvögel
Die adulten Bergbussarde der Nominatform B. o. oreophilus sind auf der Oberseite braun, mit unregelmäßigen hellbraunen Endsäumen auf dem Deckgefieder. Der Kopf und die Unterseite sind weiß und vollständig mit kräftigen, braunen Streifen am Kopf und dickeren Punkten auf der Brust gezeichnet. Der Schwanz hat eine helle Endbinde, eine breite, dunkle Subterminalbinde und ist durchgehend dünner dunkel quergebändert. Die Federn an den Beinen, die sogenannten Hosen, sind hellbraun mit dunkleren Flecken. Die Iris ist bräunlich.
Die Unterart B. o. trizonatus wird jetzt als eigenständige Art, als Kapbussard (Buteo trizonatus) geführt, siehe dort.

### Jungvögel
Die juvenilen Bergbussarde der Unterart B. o. oreophilus haben deutlich mehr hellbraune Säume auf der Oberseite und sind dünner gestreift auf der Unterseite als die Altvögel. Die Iris ist gelblich.
Die Jungvögel der Unterart B. o. trizonatus haben weniger Zeichnung als die Altvögel.

## Lebensraum und Verbreitung
Im Osten Afrikas bewohnt der Bergbussard (B. o. oreophilus) Gebirgswälder zwischen 2200 und 3800 Metern Höhe, kommt aber auch in Höhen von 4500 Metern vor. An der Südküste Afrikas lebt die Unterart B. o. trizonatus dagegen in Wäldern und Nadelbaumanpflanzungen bis in 1500 Meter Höhe.